# I Ain’t Gonna Stand for It
I Ain’t Gonna Stand for It ist ein Soulsong, der von Stevie Wonder geschrieben und im November 1980 auf dem Album Hotter Than July veröffentlicht wurde. Der Song erreichte Platz 4 der Billboard-R&B-Charts, Platz 11 der Hot 100 und Position 10 im Vereinigten Königreich.

## Coverversion von Eric Clapton
Eric Clapton coverte den Song 2001 für sein Album Reptile. Seine Version des Stückes belegte im Mai 2001 für eine Woche Platz 63 der Schweizer Hitparade. Kritiker William Ruhlmann der Musikwebsite Allmusic lobte Claptons Versuch, mit Wonders Gesang mithalten zu wollen und sein Gitarrenspiel sowie seine gesangliche Darbietung des Stückes unterstützt von The Impressions. Claptons Interpretation wurde auf weiteren drei Kompilationsalben veröffentlicht.